# 古河秀樹
古河 秀樹（ふるかわ ひでき）は、日本の俳優。

## 人物
東宝の専属俳優として1960年代の作品に出演。
一時期、芸名を古河 宏平（ふるかわ こうへい）としていた。
1967年以降の出演記録はない。

## 出演作品

### 映画
※ すべて東宝作品。
- モスラ（1961年） - ガイガー隊長[1][注釈 1]
- 続・社長洋行記（1962年）
- ハワイの若大将（1963年）
- 西の王将・東の大将（1964年） - 新入社員
- ホラ吹き太閤記（1964年） - 義元の近衆[注釈 2]
- 戦場にながれる歌（1965年）
- 100発100中（1965年） - 青沼興業の子分
- 怪獣大戦争（1965年） - 宇宙局局員[要出典]
- じゃじゃ馬ならし（1966年）
- パンチ野郎（1966年）

### テレビドラマ
- ウルトラシリーズ（TBS / 円谷プロダクション）
  - ウルトラQ
    - 第19話「2020年の挑戦」（1966年） - 山荘の男[注釈 2]
    - 第27話「206便消滅す」（1966年） - 羽田空港管制官
    - 第28話「あけてくれ!」（1967年） - 異次元列車乗客（村田青年）

  - ウルトラマン 第11話「宇宙から来た暴れん坊」（1966年） - 記者